# 雪水当量
雪水当量（英語：snow water equivalant, SWE）指当积雪完全融化后，所得到的水形成水层的垂直深度。积雪密度、雪水当量和雪深的关系是：雪水当量＝积雪密度*积雪深度。雪水當量的估算對於融雪時可能的災害預防以及雪水資源的運用都十分重要。